# Ernst Johan Creutz den äldre
Ernst Johan Creutz den äldre, född 20 maj 1619, död 24 februari 1684 i Åbo, var en svensk-finländsk friherre och ämbetsman. 

## Biografi
Creutz föddes 1619. Han var son till landshövdingen Ernst Creutz och Catharina Hess von Wichdorff. Creutz blev 30 maj 1633 student vid Dorpats universitet och 21 februari 1637 vid Leidens universitet. Han blev 9 april 1644 assessor i Svea hovrätt och 15 november 1652 landshövding i Nyland och Tavastehus län. Creutz adlades 5 juni 1654 till friherre Creutz tillsammans med brodern amiralen Lorentz Creutz och de introducerades 1654 i Sveriges Riddarhus som nummer 48. Han blev 13 februari 1666 landshövding i Åbo och Björneborgs län, 6 juni 1667 landshövding i Västmanlands län och även från 11 oktober 1667 assessor i bergskollegium. Creutz blev 21 oktober 1670 direktor i kommissionen över trolldomsväsendet i Dalarna, 17 september 1674 riksråd och president i Åbo hovrätt. Han avled 1684 i Åbo, begravdes 21 januari 1685 i Åbo domkyrka och nedsattes i Cretzska graven i Pernå kyrka.
Som hovrättspresident vann han högt anseende för sin skicklighet, men på grund av sitt kärva sätt blev han illa omtyckt.

### Familj
Creutz gifte sig första gången 12 juli 1646 på Stockholms slott med Anna Silfversparre (1626–1664), dotter av översten Isak Silfversparre och Kerstin Fleming. De fick tillsammans barnen ryttmästaren Isak Henrik Creutz (1647–1685), studenten Ernst Creutz (1648–1669), ett barn (död 1650), Catharina Helena Creutz som var gift med översten Hans Henrik von Bellingshausen, översten Johan Lorentz Creutz (1652–1702) vid Björneborgs infanteriregemente, Christina Creutz som var gift med hovstallmästaren Esbjörn Reutercrantz, ryttmästaren Axel Creutz (död 1693) vid Karelska kavalleriregemente, studenten Carl Gustaf Creutz (död 1676), Anna Gertrud Creutz som var gift med ryttmästaren Herman Reinhold Zöge vid Åbo läns kavalleriregemente och ryttmästaren Johan Ekebom vid Åbo läns kvalleriregemente, två söner och Elsa Margareta Creutz (1664–1743) som var gift med kammarherren Carl Gustaf Horns af Marienborg och ryttmästaren Israel Rithenhielm.
Creutz gifte sig andra gången 7 juni 1668 på Lindholmen i Barva med Christina Posse (1630–1668), dotter av landshövdingen Christer Axelsson Posse och Christina Sparre af Rossvik. Christina Posse var änka efter landshövdingen Carl Philip von Sack. Hon dog i Västerås bara ett halvår efter bröllopet.
Creutz gifte sig tredje gången 1 december 1673 i åbo med Maria Silfverhielm (1634–1712), dotter av översten Arvid Silfverhielm och Maria Stierna. Maria Silfverhielm var änka efter fältmarskalken Gustaf Horn af Kankas. Creutz och Silfverhielm fick tillsammans sonen landshövdingen Ernst Johan Creutz (1675–1742).

### Egendomar
Ernst Johan Creutz köpte Sjundby slott i Sjundeå år 1660. Creutz anlade slottets trädgård och skaffade dit fruktträd som på 1600-talet ännu var sällsynta i Finland.